# Cretaceous Trail
De Cretaceous Trail is walktrhough met een wandelroute langs een palmvarencollectie en dinosaurusbeelden in het attractiepark Disney's Animal Kingdom. Voorheen werd de wandelroute als aparte attractie vermeld, maar de laatste jaren wordt de wandelroute met name vermeld als fotolocatie voor Donald Duck.

## Beschrijving
De context waarin de Cretaceous Trail zich afspeelt, is die van een botanische tuin van het nabijgelegen Dino Institute, waarin de attractie DINOSAUR zich bevindt.
Langs de route zijn beelden te vinden van de compsognathus, de corythosaurus en de triceratops, vergezeld door geluidseffecten van dinosaurusgeluiden. Daarnaast bevindt zich langs de route de derde grootste palmvarencollectie van de Verenigde Staten.
Walt Disney World Resort · Lijst van attracties in Disney's Animal Kingdom · Tree of Life